# Johann I. von Brakel

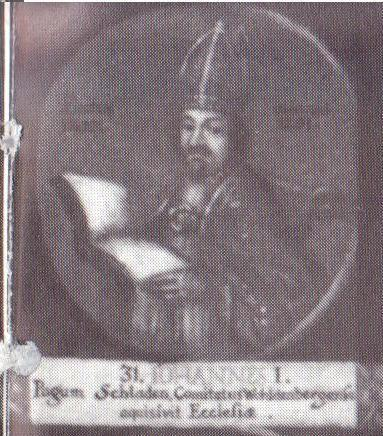
Johann als 31. Bischof von Hildesheim auf einem Gemälde mit Medaillondarstellungen aller Hildesheimer Bischöfe bis zum Ende des 18. Jahrhunderts; lateinische Inschrift: „Er erwarb der Kirche den Ort Schladen in der Grafschaft Wohldenberg“.

Johann I. von Brakel (* um 1200; † 1260) war von 1257 bis 1260 Bischof von Hildesheim.

## Herkunft und frühe Jahre
Er gehörte der ursprünglich edelfreien Familie der Herren von Brakel an. Später waren Angehörige Ministeriale des Klosters Corvey, der Bischöfe von Paderborn und Äbtissin von Heerse. Ihnen unterstanden aber weiterhin lehnsabhängige Ritter und hatten selbst die Stadt Brakel zu Lehen. Der Vater Johanns war Werner I. von Brakel. Johann war der jüngste von insgesamt sechs Söhnen. Sein Bruder Heinrich von Brakel war in einer umstrittenen Wahl 1223 zum Bischof von Paderborn gewählt worden, konnte die Position auf Grund eines päpstlichen Schiedsspruchs von 1225 aber nicht halten.  
Auch Johann trat in den geistlichen Stand ein und wurde 1218 erstmals als Domherr in Hildesheim erwähnt. Im Jahr 1221 wird er als Subdiakon bezeichnet. Für einige Jahre fehlen quellenmäßige Belege, was mit der Kandidatur seines Bruders, aber auch mit auswärtigen Studien zusammenhängen mag. Im Jahr 1226 wurde er als Subdiakon und Cellerar des Domkapitels genannt. Spätestens im Jahr 1231 war er Diakon. Ab 1232 war er Propst des Chorherrenstifts Oelsburg bei Ilsede. Im Jahr 1246 wurde er zudem Domküster. 
Er war zeitweise wohl enger Berater Bischof Konrads II. und dürfte bereits bei dessen Amtsverzicht zu den wichtigsten Domherren in Hildesheim gehört haben. Das Verhältnis zu Bischof Heinrich I. war weniger eng als das zu dessen Vorgänger. Um 1254/55 gab Johannes seine früheren Ämter zu Gunsten des Amtes des Propstes des Moritzstifts auf. Auch nach der Wahl zum Bischof blieb er Propst des Stifts.

## Episkopat
Kurze Zeit nach dem Tod Heinrichs I. wurde er zu dessen Nachfolger gewählt. Geweiht wurde er von Erzbischof Gerhard von Mainz. Unklar ist, warum die Wahl auf Johannes fiel. Immerhin konnte er erhebliche Erfahrung in der kirchlichen Verwaltung vorweisen. 
Wie schon zur Zeit seines Vorgängers war das Bistum Hildesheim eine papstferne und königsferne Region. Engere Verbindungen zu Papst und König gab es nicht. Auch die Beziehung zum Mainzer Erzbischof war lose. 
Hinsichtlich der geistlichen Institutionen seiner Diözese förderte er in Hildesheim das Moritzstift und das Magdalenerinnenkloster. Besondere Aufmerksamkeit widmete er den Klöstern der Zisterzienser. In räumlicher Hinsicht bildet Goslar einen weiteren Schwerpunkt seiner Kloster- und Stiftsförderung. 
Im Bereich der weltlichen Herrschaft gelang es ihm 1258/59, mehrere Burgen, darunter Burg Lutter, durch Kauf unter seine Kontrolle zu bringen. Allerdings belastete dies seine Finanzen. Auch weiteren Besitz erwarb er für das Hochstift Hildesheim. Das Verhältnis zum Domkapitel, das immer deutlicher eine ökonomische Interessenpolitik verfolgte, war insgesamt recht gut. Hinsichtlich der Stadt Hildesheim trat Johannes kaum hervor. 
Zu Beginn seines Episkopats war die Asseburger Fehde noch nicht beendet. Über die Kriegshandlungen in seinem ersten Bischofsjahr ist nichts bekannt. Er belehnte 1258 seinen Verbündeten Burchard von Wolfenbüttel und seine Söhne mit der Hälfte von Stadt und Burg Peine und der ganzen Grafschaft Peine. Daraus kann man schließen, dass die Verbündeten militärisch erfolgreich gewesen sein müssen und Herzog Albrecht von Braunschweig Peine wieder genommen haben müssen. Im Dezember 1258 kam es zu einem Waffenstillstand. Einige Zeit später folgte der Frieden. Dass der Streit um Peine weiterging, ist wenig wahrscheinlich. Durch Erwerb der Anteile der Herren von Wolfenbüttel kam die Grafschaft 1259 ganz an das Hochstift Hildesheim.